# 知音有約
是一部於2019年上映的美國劇情片，由瑪麗艾·海勒執導，米卡·費日曼-布魯（Micah Fitzerman-Blue）和諾亞·哈波斯特編劇。電影改編自湯姆·儒諾在1998年為《君子雜誌》所編寫的文章《Can You Say...Hero?》。主演包括湯姆·漢克斯、馬修·瑞斯、蘇珊·克雷奇·華森和克里斯·庫柏。
《知音有約》最先於2019年9月7日在多倫多國際影展進行全球首映，並由索尼影視娛樂定於2019年11月22日在美國院線上映。電影獲得影評家們普遍正面的評價，評論主要稱讚湯姆·漢克斯與馬修·瑞斯的演出表現、瑪麗艾·海勒的導演與感人的訊息，《時代雜誌》將本片評選為年度十佳影片之一。湯姆·漢克斯亦因為他的演技表現，被提名為奧斯卡最佳男配角獎，以及金球獎、評論家選擇獎、美國演員工會獎和英國電影學院獎最佳男配角等獎項。

## 劇情
記者洛伊德·沃格爾被委派採訪知名電視偶像佛瑞德·羅傑斯後，意外得知了對方不為人知的大小故事。

## 演員
- 湯姆·漢克斯 飾 弗雷德·羅傑斯[6]
- 馬修·瑞斯 飾 洛伊德·沃格爾（Lloyd Vogel）[7]——洛伊德是基於記者湯姆·儒諾。
- 蘇珊·克雷奇·華森（英语：Susan Kelechi Watson） 飾 安德莉亞·沃格爾（Andrea Vogel）[8]
- 克里斯·庫柏 飾 傑瑞·沃格爾（Jerry Vogel）[9]
- 恩里克·克蘭東尼 飾 比爾·艾勒（Bill Isler）
- 馬亞安·普朗克特（英语：Maryann Plunkett） 飾 喬安妮·羅傑斯（Joanne Rogers）
- 塔米·布蘭切特（英语：Tammy Blanchard） 飾 洛琳（Lorraine）
- 溫蒂·麥凱納（英语：Wendy Makkena） 飾 多蘿西（Dorothy）
- 卡門·庫薩克（英语：Carmen Cusack） 飾 馬吉（Margy）
- 諾亞·哈波斯特（英语：Noah Harpster） 飾 陶德（Todd）
- 瑪蒂·寇曼（英语：Maddie Corman） 飾 貝蒂·艾貝爾林（英语：Betty Aberlin）
- 沙基納·賈弗里 飾 艾倫（Ellen）

## 製作
2018年1月29日，宣佈索尼旗下的三星影業購買了電影《You Are My Friend》的全球發行權，該片是一部傳記電影，改編自1998年的雜誌《君子雜誌》有關電視節目主持人佛瑞德·羅傑斯的雜誌文章，該角將由湯姆·漢克斯飾演。該片由瑪麗艾·海勒執導，米卡·費日曼-布魯（Micah Fitzerman-Blue）和諾亞·哈波斯特撰寫劇本，尤里·亨利（Youree Henley）、彼得·薩拉夫、馬克·圖特爾陶布和利亞·霍爾策（Leah Holzer）製片。
2018年7月，馬修·瑞斯加盟劇組，飾演記者洛伊德·沃格爾，並定於2018年9月開始製作電影。2018年8月，克里斯·庫珀加盟劇組，飾演儒諾的父親。2018年年9月，蘇珊·克雷奇·華森加盟劇組。2018年10月，恩里克·克蘭東尼、馬亞安·普朗克特、塔米·布蘭切特、溫蒂·麥凱納、沙基納·賈弗里、卡門·庫薩克、諾亞·哈波斯特和瑪蒂·寇曼加盟劇組。2018年10月12日，混音師吉姆·埃姆斯維勒（James Emswiller）因心臟病發作從二樓的陽台摔落，送往匹茲堡醫學中心後宣告不治身亡。該片獲得了約950萬美元的稅收抵免，而在匹茲堡拍攝的製作預算為4500萬美元。漢克斯參觀了位於拉特羅布的聖文森學院的佛瑞德·羅傑斯中心（Fred Rogers Center），對他的檔案進行研究。2018年12月27日，宣佈該片正式命名為《A Beautiful Day in the Neighborhood》。

### 拍攝
主體拍攝於2018年9月10日在匹茲堡進行，拍攝地點還包括在WQED的佛瑞德·羅傑斯工作室（Fred Rogers Studio），那是已故主持人拍攝《羅傑斯先生的鄰居們》的場地，以及松鼠山的猶太社區活動中心。拍攝於2018年11月9日殺青。

## 音樂
2018年，內特·海勒（Nate Heller）被聘為電影進行配樂。

## 發行
《知音有約》最先於2019年9月7日在多倫多國際影展進行全球首映。電影原定於2019年10月18日在美國上映。2018年5月，電影延至2019年11月22日上映，並由索尼影視娛樂發行。

### 評價
爛番茄根據277條評論，持有95%的新鮮度，平均得分8.18／10，觀眾投票獲得92%的分數，平均得分為4.53／5。在Metacritic上，電影獲得了80分。
2023年3月，本片在爛蕃茄發表「270部由21世紀女性執導的電影佳作」清單榜上有名。

## 外部連結
- 官方网站
- 互联网电影数据库（IMDb）上《知音有約》的资料（英文）
- Box Office Mojo上《知音有約》的資料（英文）
- Metacritic上《知音有約》的資料（英文）
- 爛番茄上《知音有約》的資料（英文）
- AllMovie上《知音有約》的资料（英文）
- 開眼電影網上《知音有約》的資料（繁體中文）
- 时光网上《知音有約》的資料（简体中文）
- 豆瓣电影上《知音有約》的資料 （简体中文）